# JR Bourne
David J.R. Bourne, mais conhecido como JR Bourne (Toronto, 8 de abril de 1970) é um ator canadense. É mais conhecido por interpretar Chris Argent na série Teen Wolf da MTV, também atuou nas séries The 100, Revenge, The Secret Circle, Arrow, Smallville, CSI: Crime Scene Investigation, CSI: Miami e Suits.

## Biografia
Seu nome real é David Bourne Jr. mas ele tem sido chamado de JR desde a infância. Ele começou a atuar profissionalmente aos oito anos de idade fazendo comerciais de TV e projetos de televisão no Canadá. Ele parou de se apresentar por um tempo quando ele fez 15 anos esperando em vez de perseguir um grau de negócios. Seu objetivo era entrar no negócio com o pai. Após dois anos de estudo, ele se virou mais uma vez para agir. Matriculou-se na Escola de Teatro Ryerson em Toronto e começou imediatamente a reserva de papéis em dramas do dia canadenses, séries de TV e alguns longas-metragens.

## Carreira
Desde meados dos anos 90, Bourne tem trabalhado constantemente com pequenos papéis nos filmes 13 Fantasmas e O Exorcismo de Emily Rose, e nas séries CSI: Crime Scene Investigation, Smallville e Fringe.
Em 2011, Bourne fez o dever em dobro como caçador. Em Teen Wolf interpretou o caçador de lobisomens, Chris Argent e em The Secret Circle interpretou o caçador de bruxas, Isaac.
Em 2012, apareceu em vários episódios da série Revenge interpretando Kenny Daughtry.
Em 2015, participou da 4ª temporada de Arrow, interpretando Jeremy “Double Down” Tell.
Em 2019, se juntou ao elenco da série The 100 interpretando Russell Lightbourne VII, também conhecido como Russell Prime.

## Filmografia
Cinema e Televisão
| Ano  | Título                         | Papel                     |
| ---- | ------------------------------ | ------------------------- |
| 2021 | Mayans M.C.                    | Isaac                     |
| 2019 | The 100                        | Russel / Sheidheda        |
| 2016 | Outcast                        | Luke Masters              |
| 2016 | Prototype                      | Ethan                     |
| 2015 | Arrow                          | Jeremy Tell / Double Down |
| 2012 | A Conspiração                  | Henry Shaw                |
| 2012 | Revenge                        | Kenny Daughtry            |
| 2011 | Flashpoint                     | Dan LeFebvre              |
| 2011 | Suits                          | Samuel                    |
| 2011 | Teen Wolf                      | Chris Argent              |
| 2011 | The Secret Circle              | Isaac                     |
| 2011 | Little Birds                   | John                      |
| 2010 | Fringe                         | Homem Misterioso          |
| 2010 | NCIS: Los Angeles              | Dallas                    |
| 2009 | Smallville                     | Dr. Bernard Chisholm      |
| 2009 | Cold Case                      | Matt Doherty '10          |
| 2008 | The Mentalist                  | Jeremy Hale               |
| 2008 | Odisseu e a Ilha da Neblina    | Perimedes                 |
| 2007 | 24 Horas                       | Connell Johnson           |
| 2007 | NCIS                           | Det. Marshall Collins     |
| 2006 | CSI: Crime Scene Investigation | Jerome Kessler            |
| 2006 | CSI: Miami                     | Stan Keeler               |
| 2006 | The Dead Zone                  | Cyrus/Nathan Carter       |
| 2006 | Almas Gêmeas                   | Larry Franklin            |
| 2006 | Efeito Borboleta 2             | Malcolm Williams          |
| 2005 | Stargate SG-1                  | Martouf/Lantash           |
| 2005 | O Exorcismo de Emily Rose      | Ray                       |
| 2002 | Andromeda                      | Marshall Ataturk          |
| 2002 | Jeremiah                       |                           |
| 2001 | 13 Fantasmas                   | Benjamin Moss             |
| 2000 | Ameaça Virtual                 |                           |
| 1996 | Assassino do Tempo             | Doorman                   |

## Prêmios
- 2004 - Nominado - Leo Award: para Best Supporting Performance no drama- On the Corner (2003)
- 2004 - Venceu - Film Critics Circle Award como o melhor Supporting Actor - no filme - On the Corner (2003)